# Franz Wüllner
Christoph Adolph Franz Maria Wüllner (Münster (Rin del Nord-Westfàlia), 28 de gener, 1832 - Braunfels (Hesse), 7 de setembre de 1902), va ser un compositor, director i professor alemany.

## Biografia
El seu pare era el filòleg i mestre Franz Wüllner del mateix nom. Durant la seva infantesa a Düsseldorf va rebre classes de violí i piano a una edat primerenca. Un dels seus professors durant aquest temps va ser Anton Felix Schindler, que va tenir una influència formativa sobre ell.
En el període de 1850 a 1854, Wüllner va realitzar extenses gires de concerts com a pianista, alhora que estudiava a Colònia, Brussel·les, Berlín i Leipzig. El contingut principal de les seves conferències eren les sonates per a piano de Ludwig van Beethoven. En aquesta ocasió va conèixer a Johannes Brahms, amb qui es va fer amic per a tota la vida. Wüllner també va deure suggeriments importants als seus contactes amb Joseph Joachim, Ignaz Moscheles, Otto Jahn, Ferdinand David i Moritz Hauptmann.
El 1854 va arribar a Munic, primer com a professor particular de piano i com a pianista sol·licitat (al març va tocar el Concert per a piano en sol major de Beethoven en un concert a l'Acadèmia de Música i a finals de 1855 tres vetllades en trio amb els dos concertistes de l'orquestra de la cort). El 1856 va tenir el seu primer treball breu com a professor de piano al conservatori.
El 1858 va anar al Teatre d'Aquisgrà com a director musical municipal i va dirigir-hi l'Orquestra Simfònica d'Aquisgrà fins al 1865. Després va tornar a Munic per assumir la direcció de la música eclesiàstica a l'"Aller Heiligen-Hofkirche". A partir de 1866 també va dirigir la Reial Banda Vocal i a partir de 1869 també l'Acadèmia Musical. Per ordre de Lluís II i contra la voluntat de Richard Wagner, Wüllner va dirigir les estrenes de les obres Das Rheingold i Die Walküre al Teatre Nacional de Munic el 1869/1870. Del 1871 al 1877 Wüllner va ser, juntament amb Josef Rheinberger, inspector de la Reial Escola de Música de Baviera. Allà va muntar classes de cor i orquestra i va dirigir els seus concerts. Els seus "Exercicis de cor a l'escola de música de Munic" van tenir un impacte fins ben entrat el segle xx. El 1871 va ser nomenat primer director musical de la cort. Quan Hermann Levi va ser nomenat primer mestre de capella de la cort de Munic el 1873, Wüllner es va alliberar de la càrrega en diverses de les seves nombroses àrees de treball. Això va donar lloc a disputes sobre jurisdicció. El 1877 Wüllner es va rendir i va dimitir.
Des de 1877 va treballar a Dresden com a professor, director del conservatori i director de cort. Obstaculitzat en el seu treball per les intrigues, es va traslladar a Berlín. Allà va dirigir els concerts de la Filharmònica i va ser -com Giacomo Meyerbeer, Albert Lortzing i altres artistes coneguts abans que ell- va ser cantant de cor de l'Acadèmia de Cant.
El 1884, per recomanació de Brahms, va assumir la direcció del Conservatori de Colònia com a successor de Ferdinand Hiller. Va ser l'encarregat de transformar l'"Orquestra Gürzenich" en una orquestra municipal i va tenir una influència important en la vida musical de les dues dècades següents. Entre 1864 i 1898, Wüllner va ser set vegades el director responsable del festival de música del Baix Rin a Aquisgrà, Düsseldorf i Colònia.
L'any 1900, Franz Wüllner va fundar la "New Bach Society" juntament amb el musicòleg Hermann Kretzschmar, el propietari de l'editorial Breitkopf & Härtel Oskar von Hase, Martin Blumner, Siegfried Ochs, Joseph Joachim i el cantor Thomas Gustav Schreck.
Franz Wüllner va ser el pare del cantant, actor i recitador Ludwig Wüllner (1858–1938). Es va casar amb Anna Ludorff (1832–1909). La tomba de la parella es troba al cementiri Melaten de Colònia (corredor 82).

## Importància com a compositor
Com a compositor, Franz Wüllner va crear música de cambra i piano, així com moltes obres vocals. Es considera un representant de l'alt romanticisme alemany i un partidari de molts compositors joves, inclòs Richard Strauss. El 1884, Strauss va dedicar a Wüllner un escenari del poema de Goethe, Wandrer's Sturmlied per a cor i orquestra.

## Honors
Franz Wüllner va ser membre honorari de l'Associació Tonkunstler de Dresden.
A Aquisgrà, Munic, Münster i el districte de Colònia de Lindenthal, l'obra de Franz Wüllner va ser honrada amb el nom d'un carrer.

## Obres
Obres instrumentals

- Trio für Pianoforte, Violin & Violoncell, op. 9, B. Schott’s Söhne, Mainz 1861
- Variationen über ein altdeutsches Volkslied op. 24 (1862) per a piano per a quatre mans
- Violinsonate e-Moll op. 30 (1871)
- Variationen über ein Thema von Franz Schubert op. 39 für Violoncello und Klavier (1875)

Obres corals

- Messe Nr.1 op. 20 für 4-stimmig gem. Chor und 4 Solo-Stimmen (1865)
- Miserere op. 26 per a doble cor i solos a capella (1867)
- Missa núm. 2 op. 29 per a cor mixt a 4 veus i 4 veus solistes (1868)
- Deutscher Siegesgesang per a cor i orquestra masculina de 4 parts, op. 32 (1871)
- Tres motets per a concert i església op 42 a 4 veus amb cor (1889/90)
- Stabat Mater op. 45 per a cor mixt de 8 parts (1886)
- Tres motets (graduals) per a ús a l'església i concert op 47 per a 4-5 veus amb cor (1887?)
- Abendgesang  op. 52 per a cor mixt de 6 parts o cor masculí de 6 parts (1892)
- Te Deum op. 50 per a cor mixt de 4-8 veus i gran orquestra (1888)

Enregistraments sonors

- Sonata per a violí en mi menor op. 30 (Suyoen Kim, violí, Tobias Bredohl, piano);
- Variacions sobre una antiga cançó popular alemanya op. 24 (Alina Kabanova i Tobias Bredohl, piano);
- Variacions sobre un tema de Franz Schubert op. 39 (Konstantin Manaev, violoncel, Ekatherina Titova, piano). Dohr DCD020 (Colònia 2003) (Walter Grimmer, violoncel, Stefan Fahrni, piano). Accord CD206912 (Zuric 1998)